# 裳階

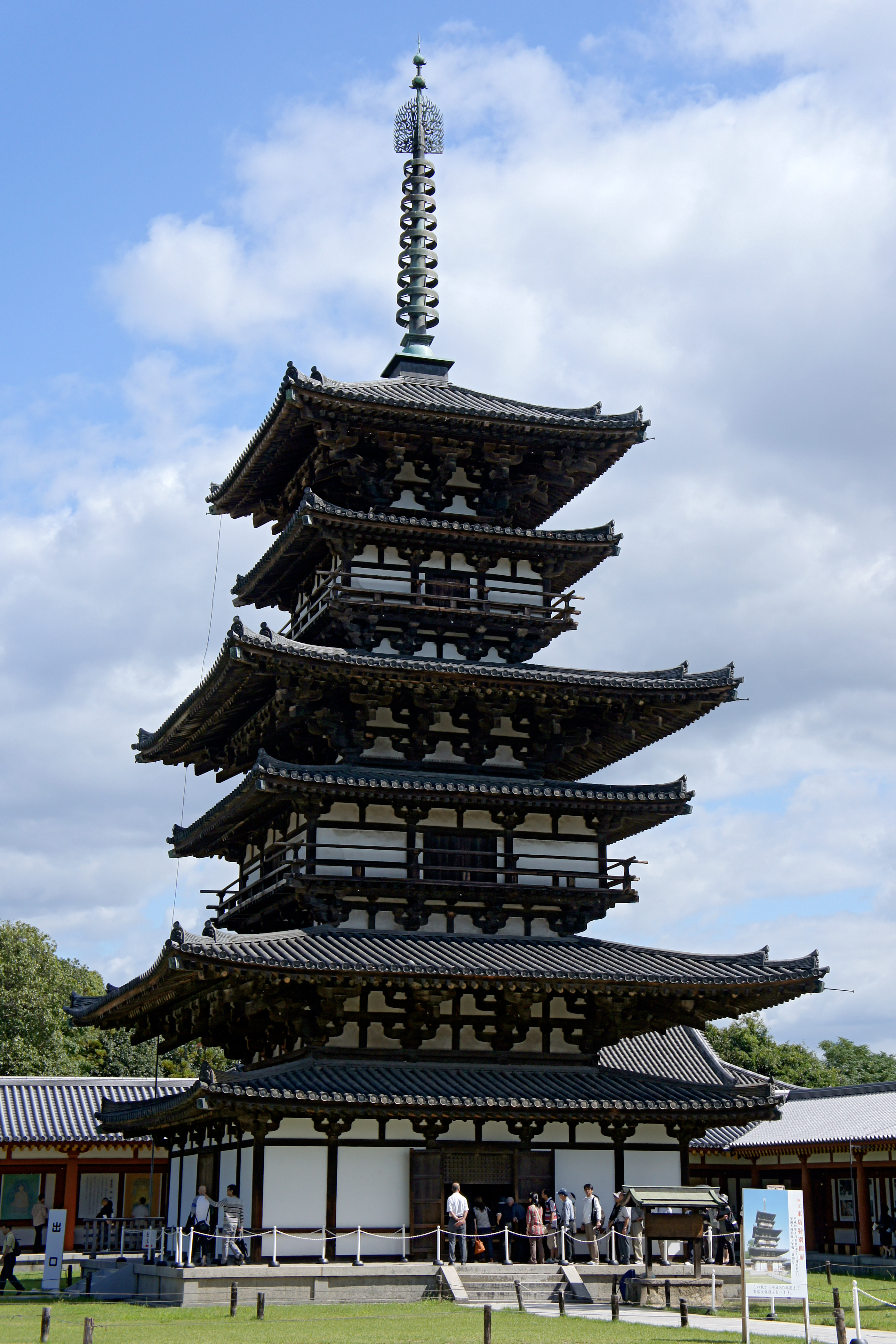
薬師寺東塔。三層だが屋根の下に設けられた裳階により六層に見える。

裳階（もこし）は、仏堂、塔、天守等で、軒下壁面に付いた庇状構造物。別名：雨打（ゆた）。通常、本来の屋根の下にもう一重屋根をかけるかたちで付ける。裳層とも書く。元来は風雨から構造物を保護するために付けられたもの。構造は本屋より簡素であり、建物を実際より多層に見せることで外観の優美さを際立たせる効果があるため、特に寺院建築で好んで利用された。

## 建築例

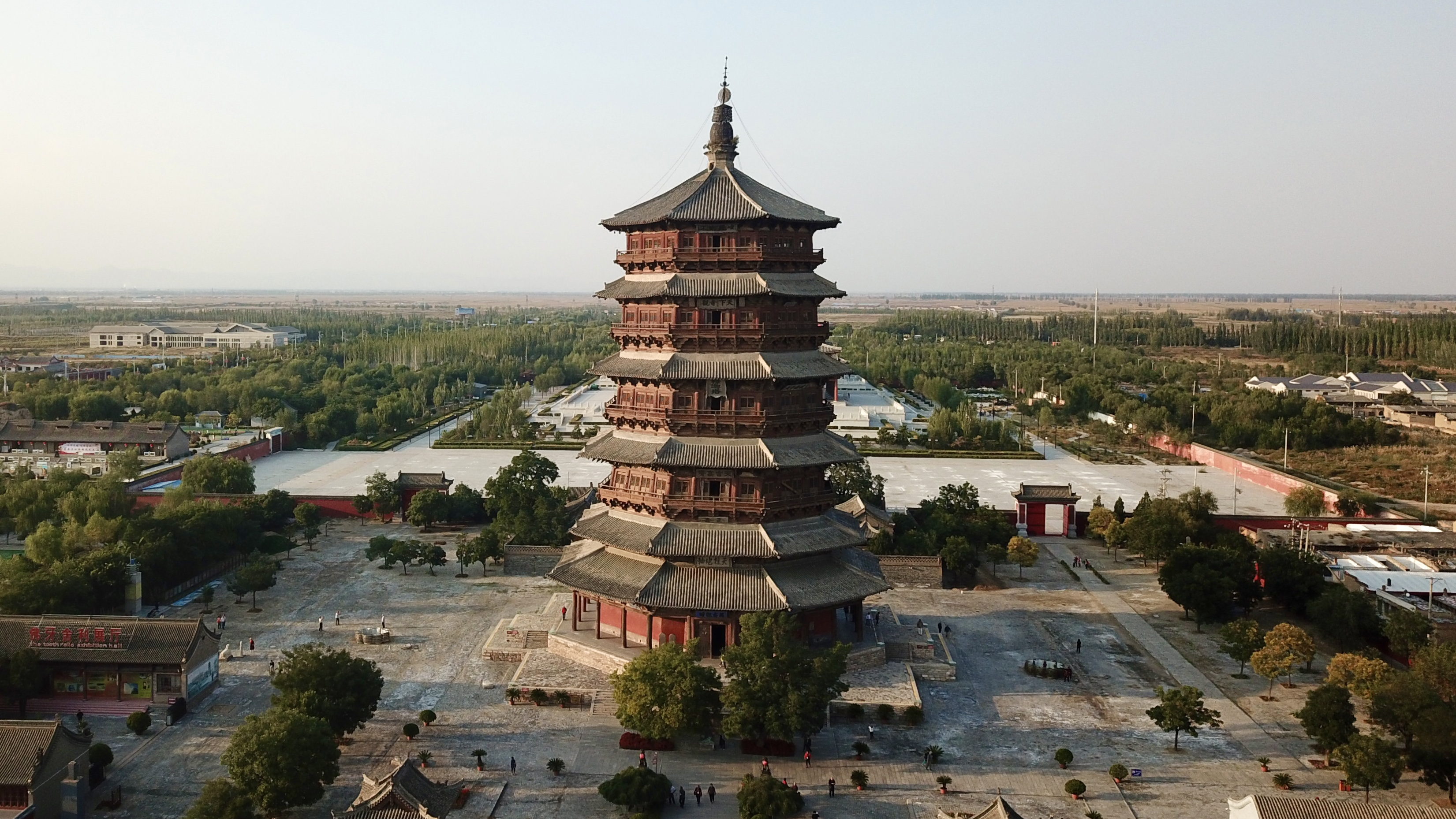
応県木塔

日本
- 法隆寺金堂、五重塔。
- 薬師寺金堂、大講堂、東塔、西塔。
- 海住山寺五重塔。
- 東大寺大仏殿。

中国
- 応県木塔
- 雍和宮